# Колега, Самуэл
Самуэл Колега (хорв. Samuel Kolega ; род. 15 января 1999, Ульм, Баден-Вюртемберг) — хорватский горнолыжник, участник Олимпийских игр 2018 и 2022 годов. Специализируется в слаломных дисциплинах.

## Карьера
В возрасте 16 лет Колега принял участие в своей первой гонке FIS в Валь-Гардене. На зимних Юношеских Олимпийских играх 2016 года в Лиллехаммере Самуэл участвовал в пяти видах программы горнолыжников. В слаломе он финишировал четвертым, пятым был в гигантском слаломе и 13-м в комбинации.
В марте 2016 года Самуэл Колега дебютировал на этапах Кубка мира в гигантском слаломе на Краньска-Горе в Словении. На своем первом взрослом чемпионате мира в Санкт-Морице, в 2017 году, хорват потерпел неудачу в квалификации в гигантском слаломе.
В феврале 2018 года участвовал в зимних Олимпийских играх в Пхенчхане, где занял 37-е место в гигантском слаломе, отстав от победителя Марселя Хиршера более чем на десять секунд. В январе 2021 года Колега впервые выиграл очки на этапе Кубка мира, заняв 15-е место на домашнем этапе.
В 2022 году на зимних Олимпийских играх в Пекине, хорват занял итоговое 15-е место в слаломе, также был 21-м в гигантском слаломе.
В сезоне 2024/2025 годов Самуэл впервые в карьере поднялся на подиум этапа Кубка мира, заняв третье место в слаломном спуске в Мадонна-ди-Кампильо.
Самуэля и его брата Элиаса тренируют Ивица Костелич.

### Результаты на крупнейших соревнованиях

#### Зимние Олимпийские игры
| Олимпийские игры | Скоростной спуск | Супергигант | Гигантский слалом | Слалом | Комбинация | Команды |
| ---------------- | ---------------- | ----------- | ----------------- | ------ | ---------- | ------- |
| 2018 Пхёнчхан    | —                | —           | 37                | —      | —          | —       |
| 2022 Пекин       | —                | —           | 21                | 15     | —          | —       |

#### Подиум на этапах Кубка мира (1)
| № | Сезон   | Дата       | Место               | Дисциплина |
| - | ------- | ---------- | ------------------- | ---------- |
| 1 | 2024/25 | 8 янв 2025 | Мадонна-ди-Кампильо | Слалом     |